# Manuel Larramendi
Manuel Larramendi (Andoáin, Guipúzcoa, 25 de diciembre de 1690-Loyola, Azpeitia, Guipúzcoa, 29 de enero de 1766) fue un escritor, sacerdote jesuita, filólogo e historiador español, impulsor de la lengua y la cultura vascas durante la época de la Ilustración.
Según Koldo Mitxelena, fue «el apologista más fervoroso de esa lengua» y «el autor más conocido de cuantos en un sentido o en otro se ocuparon de ella» en el siglo XVIII. Está considerado como precursor del foralismo y del guipuzcoano literario y primer folclorista vasco. Por su parte, el nacionalismo vasco lo ha considerado un precursor ideológico de Sabino Arana.

## Biografía

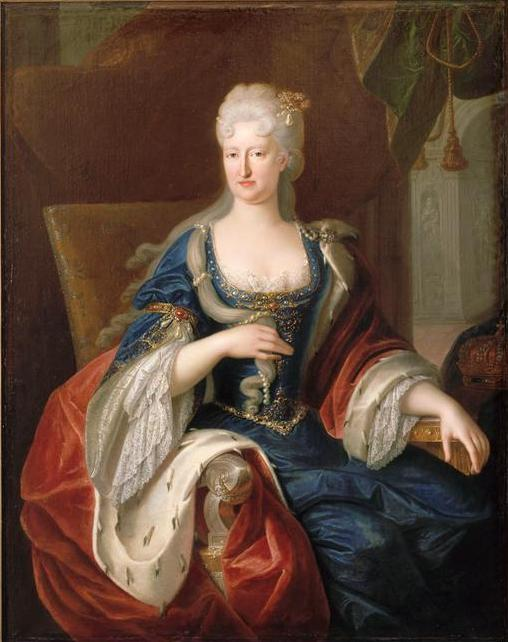
Mariana de Neoburgo de quien fue confesor Larramendi.

Hijo de Domingo de Garagorri y Manuela de Larramendi, nació en el caserío Garagorri, en Andoáin, por lo que su verdadero nombre era «Manuel de Garagorri Larramendi». Al parecer, según apuntan algunos autores, ciertas diferencias con su padre hicieron probablemente que adoptara el apellido materno, pues ya era conocido como Manuel Larramendi de pequeño, cuando asistía a la escuela de Hernani; quizá fuera, sin más, por el temprano fallecimiento de su madre cuando tenía tres años y porque el padre volvió a casarse, como apuntan otros; en cambio, para otros autores quizá fueran otras las circunstancias, ya que consta que escribió alguna obra «bajo el falso seudónimo de Manuel de Garagorri» o simplemente Garagorri.
El 6 de noviembre de 1707, cuando tenía doce años, murió su padre; su tío lo llevó al colegio de los jesuitas de Bilbao, donde trabajó como criado durante un tiempo. A falta de mes y medio para cumplir los diecisiete años, ingresó en la Compañía de Jesús.
Realizó sus primeros estudios en Villagarcía de Campos, posteriormente estudió filosofía en Medina del Campo, para luego marchar a la Universidad de Salamanca a estudiar teología.
Entre 1715 y 1720 permaneció en Salamanca, donde fue profesor de gramática durante un año y pronunció el sermón en honor a la difunta reina Margarita en 1716. En 1720 empezó enseñar filosofía en Medina del Campo, tarea a la que se dedicó por cuatro años, y en 1730 volvió a Salamanca para ser maestro de alumnos. En aquella época se le encargaron distintas oraciones fúnebres, discursos y piezas de oratoria, entre otras en 1724 una oración para los funerales de Luis I. Posteriormente marchó a Valladolid, al colegio de San Ambrosio, a predicar y a enseñar teología moral.
No volvería a ejercer la docencia, pues fue nombrado confesor de la viuda de Carlos II, Mariana de Neoburgo. Debido a distintos rumores que se levantaron contra él y la reina, Larramendi acudió a Sevilla, donde su buen nombre fue restituido por Felipe V, para luego retirarse al Santuario de Loyola (Azpeitia). La primera referencia acerca de él en el santuario data de 1734, donde aparece como "operarius et concionator". Allí permaneció 30 años, hasta su muerte, no sólo escribiendo en favor del euskera, sino incluso tomando parte en problemas municipales a modo de mediador.
Es considerado uno de los personajes más brillantes y de lengua más afilada en la historia de las Vascongadas, pues además de defender su lengua materna, participó en muchas discusiones y debates acerca de este idioma y se le puede considerar líder o unos de los grandes referentes de muchos escritores de su época, entre ellos Joaquín de Lizarraga, Sebastián Mendiburu y Agustín Kardaberaz.

## Obras
Debido a que la mayoría de sus contertulias se realizaban en castellano, gran parte de su obra está en la lengua de Cervantes. Toda ella gira en torno a una misma temática, la personalidad, las formas de gobierno e idioma de las Vascongadas, y aunque su obra se publicó en castellano, su influencia en la literatura en euskera fue determinante en el nacimiento del movimiento apologético.
Se enumeran las siguientes obras destacadas:
- De la antigüedad y universalidad del bascuence en España (Salamanca, 1728).
- El Imposible vencido. Arte de la lengua vascongada (1729).
- Diccionario trilingüe del castellano, bascuence, latín (1745).
- Discurso histórico sobre la antigua famosa Cantabria. Question decidida si las provincias de Bizcaya, Guipúzcoa y Alaba estuvieron comprehendidas en la Antigua Cantabria (1736).
- Corografia de la muy noble y muy leal provincia de Guipúzcoa (1754).
- Sobre los fueros de Guipuzcoa (1755-58).

Larramendi defendió el euskera de la siguiente manera:
- Ponía en ridículo a aquellos que lo menospreciaban y animaba a los euskaldunes a sentirse orgullosos de ella.

- Impulsó, animó y defendió a aquellos que utilizaban y trabajaban el euskera.

### En castellano

#### De la antigüedad y universalidad del Bascuenze en España(1728)
Larramendi realiza en esta obra una apología y defensa a ultranza del euskera tal y como muestra el título mismo. Se ven ya los visos de las ideas que recogerá su gramática. Alaba los siguientes aspectos de la lengua vasca:
- Es el idioma más antiguo de España.

- El origen de muchas palabras castellanas está en el euskera. Para defender esta tesis se valía de una etimología poco fiable.

- No tiene errores, es por lo tanto mejor que las lenguas de alrededor.

- Es una lengua filosófica, regular, de contadas excepciones, dulce y agradable.

Es decir, al igual que Joanes Etxeberri de Sara, toma los argumentos utilizados en contra del vascuence y les da la vuelta, poniéndolos en favor de este y ridiculizando a aquellos que consideraban el euskera una lengua poco digna.

#### Discurso histórico sobre la famosa Cantabria(1736)
El autor vuelve a hacer apología de los euskaldunes, a quienes considera descendientes de los Cántabros que los romanos no pudieron subyugar, contradiciendo de esta manera lo dicho por Oihenart en Notitia utrisque vasconiae, primer libro acerca de la historia de Vasconia escrito desde el punto de vista de los vascos.

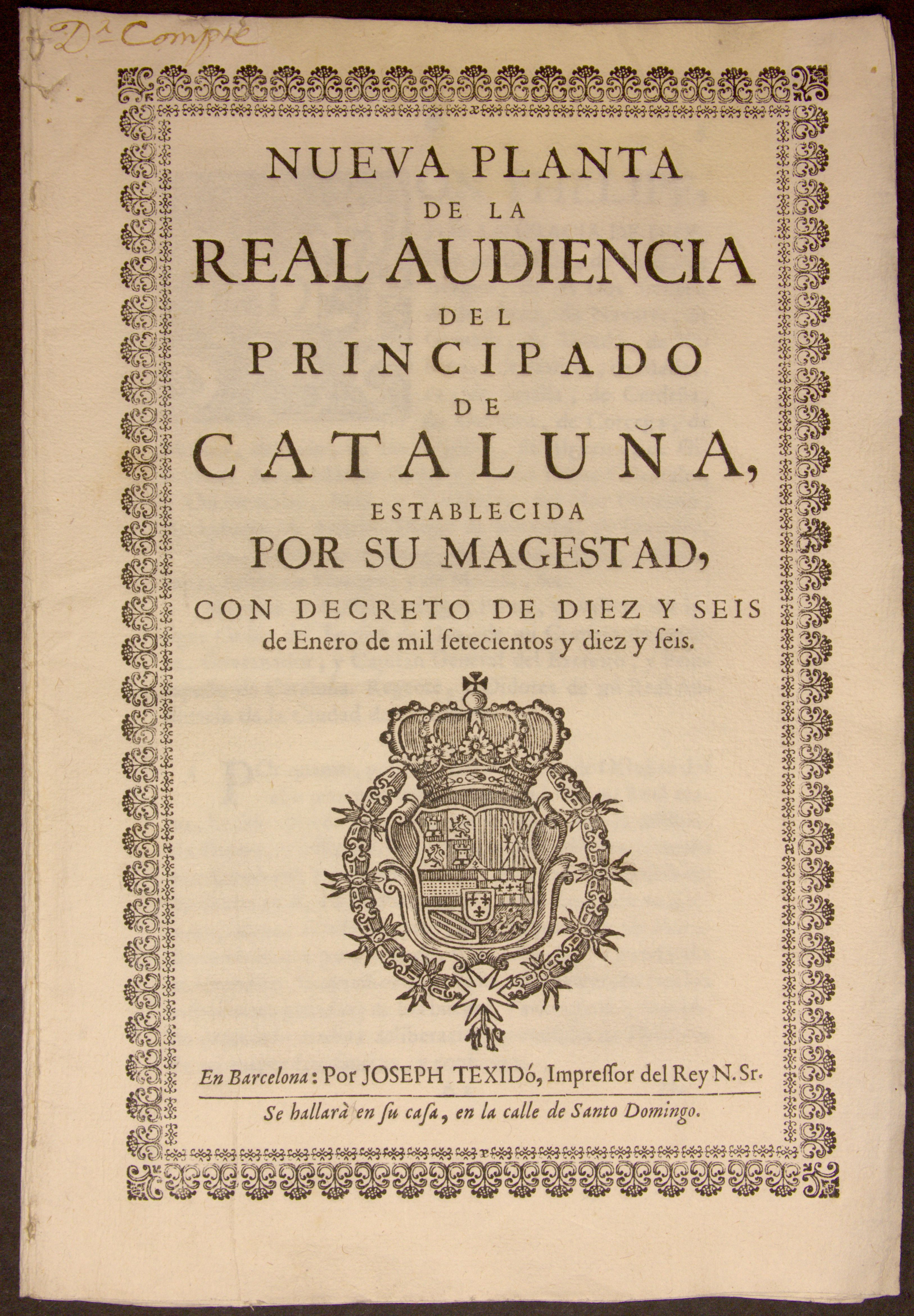
Portada de los Decretos de Nueva Planta

#### Corografía o descripción general de la muy noble y leal Provincia de Guipúzcoa(1754)
Se escribió para loar a Guipúzcoa y los guipuzcoanos, describiendo así sus usos y vestidos, geografía, religión, bailes, agricultura, pesca, euskera, etc. Esta obra, en apariencia de poca importancia, sería el inicio de una curiosa polémica que se despertó entre distintos autores en euskera (estando incluso algunos de ellos ya fallecidos). Fray Bartolomé, Pedro Antonio Añibarro y Mendiburu criticaron el gusto de los vascos por los bailes, mientras que Joan Ignazio Iztueta y Larramendi (ambos guipuzcoanos) se dedicaron a alabarlos y a recogerlos, siendo hoy en día de incalculable valor etnográfico.

#### Sobre los Fueros de Guipúzcoa(1756-58)
Aunque no fue publicada en sí hasta 1983, no se puede decir que esta obra pasara desapercibida para el resto de autores (en la literatura en euskera era común que circularan copias manuscritas debido a los problemas de imprenta), pues se enfrenta directamente al tema político, defendiendo a capa y espada los fueros (que se remontan hasta la época de Túbal según él) y la nobleza e hidalguía universal que todo vasco tenía por derecho desde su nacimiento, en contraposición del resto de súbditos de la Corona Hispánica.
Larramendi despliega todo tipo de argumentos y justificaciones en favor de los Fueros, como si los viera en peligro. Ataca con dureza el hecho de que algunos consideren los Fueros como privilegios, pues para él son la base de la independencia y autonomía de las provincias vascas, es decir, derechos adquiridos y pactados, por cuya defensa admite que Guipúzcoa podría llegar a utilizar la fuerza.
Es probable que el Decreto de Nueva Planta fuera la causa de esta defensa tan a ultranza de los Fueros, pues visto lo ocurrido en Cataluña y en Francia, propone unas Provincias Unidas del Pirineo donde se unieran los territorios vascos.
"¿Qué razón hay para que la nación vascongada, la primitiva pobladora de España... esta nación privilegiada y del más noble origen, no sea nación aparte, nación de por sí, nación exenta e independiente de las demás?".
"El proyecto de las Provincias unidas del Pirineo es sin duda magnífico y especioso (hermoso). República que se hará famosa con su gobierno aristrocrático o democrático, como mejor pareciere, tomando de las repúblicas antiguas todo lo que las hizo célebres y ruidosas en el mundo, y de las modernas todo lo que es conveniente para su duración y subsistencia".

### En euskera
Su intención apologética llevó al autor a escribir en castellano, pues así se lo exigieron el rechazo que recibía el euskera en aquel momento. A pesar de ello, Larramendi conocía bien su lengua y lo poco que escribió en esta (unas 200 páginas) es ejemplo de ello: sermones, poesías, un par de prólogos y cartas y una doctrina cristiana. Tiene una prosa consistente pero tierna a su vez y rica en vocabulario. Se lo considera el maestro de la prosa de Hegoalde, no solo porque fue el "líder espiritual" de los apologistas, sino porque él mismo es un modelo a seguir por el resto de autores.

#### El imposible vencido. Arte de la Lengua Bascongada
No pudo haber respuesta más contundente y clara a aquellos que creían que era imposible una gramática vasca. Es una gramática hecha desde el castellano, muy dependiente de la gramática latina, por lo que a veces no acierta al describir ciertos aspectos de la lengua. Contiene un extenso prólogo, donde ensalza la lengua de los vascos.

#### Diccionario trilingüe: Castellano, Bascuence y Latín

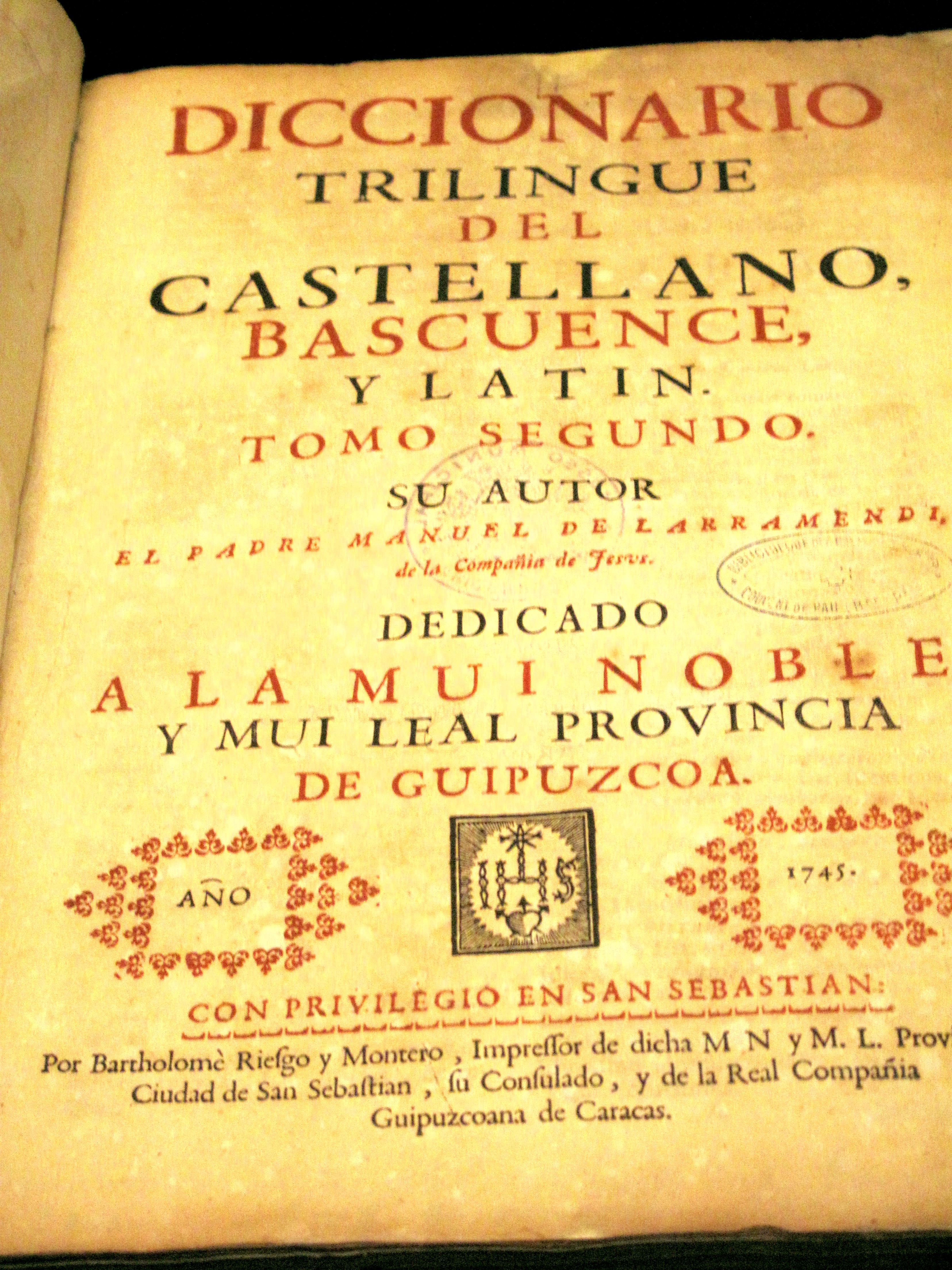
Diccionario trilingúe del castellano, bascuence y latín (1745)

Es la obra de Larramendi más conocida y también la más polémica, pues, aun con todos los fallos, es indudable su influencia que tuvo en la literatura en euskera. En esta obra quiso traducir al completo el recién publicado diccionario de la Real Academia Española. Aunque en general se considera una obra titánica desde el punto de vista de la lexicografía, también abundan las excentricidades a las que el sabio guipuzcoano era tan aficionado.
En su Prefacio (1745, cap. 8, pág. 82), se inventa que él mismo descubre y traduce una supuesta inscripción prehistórica vasca, escrita en un alfabeto desconocido en una placa de metal (Almagro-Gorbea, 2003, p. 223 s.), lo que denota un 'perseverare diabolicum' incompatible con la búsqueda científica de la verdad causado por un empecinamiento ideológico.
Decía traducido según M. de Larramendi:

A nuestro gran hacedor, los Escaldunes, de su mano y sujeción le erigimos esta tabla sólida de metal, al tiempo que se nos han entrado la primera vez los extranjeros de diferente lengua; (lo hacemos) para dar a entender a nuestros venideros que adoramos y muy de veras a uno solo, y no como estos huéspedes, a tantos mentirosos y ridículos dioses.
No hace falta hacer hoy la crítica de este texto, que sería anacrónica, pero es necesario resaltar que ya la hicieron sus contemporáneos, aunque sin ser atendida.[cita requerida]
Con ese fin, Larramendi toma gran cantidad de palabras de indudable origen latino e intenta buscar un origen eusquérico de ellas, o bien crea neologismos para designar conceptos desconocidos hasta entonces para la lengua, como "tabaco" (surrautsa) o "chocolate" (godaria), ignorando a veces las normas de derivación y composición. Sin una investigación a fondo, resulta difícil saber cuáles recogió de los textos y del habla popular y cuáles son neologismos de su propia cosecha. Las que Larramendi llama voces facultativas (términos científicos, filosóficos) se comprenden como un intento del autor por demostrar la validez del euskera para ser usada en cualquier campo del saber. En el resto de sus textos solía evitar utilizarlos al igual que sus seguidores; aun así, muchos neologismos que salieron de la pluma de Larramendi perduraron en la tradición escrita y de ahí han pasado a emplearse en el euskera moderno, tales como garrantzi (importancia) o hilezkor (inmortal).
Koldo Mitxelena realizó un estudio de las fuentes utilizadas por Larramendi en la confección de su diccionario. Gracias a esa investigación se comprueba el acopio de manuscritos y libros que efectuó el autor para hacer el trabajo.

## Crítica
Sus críticos hacen notar:[cita requerida]
- Métodos de investigación dudosos, o acientíficos, condicionados por su ideología.
- Manipulación de fuentes u orígenes de palabras y textos.
- Invención de neologismos tratando de hacerlos pasar por euskera hablado.
- Falsificación o invención de supuestos hallazgos arqueológicos.
- Recrea un supuesto pasado histórico ficticio, acorde con sus ideas.

## Elogios
Sus admiradores alaban lo siguiente:[cita requerida]
- Fue el principal impulsor de la literatura vasca en la Vasconia española.
- Mostró a Vasconia y el mundo del euskera con orgullo, sin disculparse ni justificarse.
- No solo trabajó en favor del euskera, sino que al ser un gran conocedor de las costumbres, política y sociedad vasca nos dejó un testimonio etnográfico incalculable.
- Aún con sus fallos, su diccionario tuvo mucho éxito entre los posteriores escritores y lexicógrafos.